# Linda Tellington-Jones
Linda Tellington-Jones (née le 30 juin 1937 au Canada) est une entraîneuse et dresseuse d'animaux canadienne. Elle a fondé en 1975 la Tellington-Jones Equine Awareness Method (TT.E.A.M.), un système ciblé de techniques manuelles sur le corps des chevaux (les TTouchs).

## Biographie
Linda Jones apprend l'équitation en 1948 au Canada, à l'âge de onze ans. Elle a remporté des victoires, principalement au Canada et aux États-Unis, dans presque toutes les disciplines de compétitions sportives équestres au niveau fédéral. Au début des années 1960, elle est copropriétaire d'un élevage. Avec sa jument Bint Gulida, elle entre en 1961 dans le top dix dans la Tevis Cup, cinq semaines plus tard elle remporte le Jim Shoulders-100-Meilen-Rennen.
Avec son premier mari Wentworth Tellington, Linda Tellington-Jones reçoit une éducation équestre classique. Ensemble, ils fondent sur la côte Pacifique des États-Unis un centre de formation à la compétition. En 1964, Linda Tellington-Jones enseigne pour la première fois à des adolescents et de jeunes adultes physiquement et mentalement handicapés sur un programme de trois mois, coordonné et enseigné dans les années 1970 pour l'Université de Californie. Cela lui apporte une certaine notoriété dans la presse de l'époque. En 1965, le premier livre écrit conjointement avec son mari Wentworth porte sur la physiothérapie des chevaux de sport. Deux ans après, vient la publication du premier manuel pour les courses d'endurance. 
Tellington-Jones est également un membre fondateur de la California Dressage Society. Elle enseigne dans les poneys clubs, et écrit depuis le début des années 1970 des articles réguliers. En 1975, elle est invitée sur le salon du cheval Equitana et monte trois fois des chevaux de saut d'obstacles sans mors. En 1975, elle donne ses premières formations dans toute l'Allemagne pour la méthode TTEAM, d'abord uniquement pour les chevaux, et depuis 1994 pour les chiens, les chats et les petits animaux. Depuis 2004, elle le propose aussi pour les personnes (« TTouch for you »).
Tellington-Jones travaille avec des enfants, soutient des projets humanitaires et travaille aussi avec des animaux exotiques et des animaux de zoo dans le monde entier. En 2007, Linda Tellington-Jones reçoit à Sacramento (Californie) le Western States Horse Expo Hall of Fame Award. En 2008, elle a reçu une chaire de communication inter-espèces et un doctorat honorifique en philosophie de la Sagesse par l'Université de San Francisco. Elle vit désormais avec son mari Roland Kleger à Hawaï. Elle est l'auteur de nombreux livres, de vidéos et de publications sur les questions de l'éducation et de la santé des chevaux, des chiens, des chats et des petits animaux, et de bien-être pour les personnes.
L'association française de la TTouch est créée en 2012, Linda Tellington-Jones en étant membre d'honneur.
En avril 2019, elle reçoit le Torch-Bearer award du Sri Chinmoy Oneness-Home Peace Run, un prix accordé à des « personnes remarquables qui ont inspiré les autres par leurs propres vies et leurs actes ».

## Publications et critiques
Dans l'ouvrage Comprendre et influencer la personnalité de son cheval, Linda Tellington-Jones développe une théorie selon laquelle la morphologie faciale du cheval révèle sa personnalité et son caractère (par exemple, les chevaux aux chanfreins concaves et aux grands yeux auraient une grande intelligence et de la sensibilité, les chanfreins camus aux petits yeux enfoncés démontreraient au contraire une lenteur d'esprit). Cela lui a valu certaines critiques sur le côté « simpliste » d'une telle théorie.